# Hénon
Hénon é uma comuna francesa na região administrativa da Bretanha, no departamento Côtes-d'Armor. Estende-se por uma área de 40,47 km². Em 2010 a comuna tinha 2 282 habitantes (densidade: 56,4 hab./km²).